# Johan Letzelter
Johan Letzelter (* 19. September 1984 in Montreuil) ist ein französischer Fußballspieler.

## Karriere
Letzelter startete seine Karriere beim AS Moulins und wechselte 2006 zu Calais RUFC. 2009 wechselte er schließlich zu Chamois Niort und wurde dort Stammspieler. 2014 wechselte er für eine Spielzeit zum indischen Erstligisten Mumbai City FC. Zwei weitere brachte Letzelter in Zypern zu, bevor er für seine Abschiedssaison zum unterklassigen FC Chauray wechselte.